# 程昌裔
程昌裔（?—?），唐朝官员，唐玄宗的驸马。
程昌裔娶唐玄宗之女廣寧公主。天宝十载（752年）正月十五望夜，杨贵妃家族杨铦、杨锜和杨氏姐妹韩国夫人、虢国夫人、秦国夫人五家夜游长安，与广宁公主的骑从争过西市门。杨家奴仆挥鞭打到公主的衣服，公主堕马。驸马程昌裔前去搀扶公主，也被打了数鞭。广宁公主向父亲唐玄宗哭诉，唐玄宗下令杖杀杨家奴仆，正月十七，驸马程昌裔被免官，不听朝谒。廣寧公主后来改嫁苏克贞。《新唐书》称廣寧公主下嫁程昌胤，程昌胤墓志出土，没有提及他是驸马，应是误记。程昌胤是程咬金的玄孙，程昌裔是否也是程咬金的玄孙，与程昌胤有无兄弟关系，史料没有记载。